# Tākaka River
Der Tākaka River ist ein Fluss in der Region Tasman auf der Südinsel von Neuseeland.

## Geographie
Der Tākaka River hat seinen Ursprung im Kahurangi National Park an der Nordseite der Wharepapa / Arthur Range. Er bildet sich durch den Zusammenfluss vom Balloon Creek, der von Westen kommt und vom Flora Stream, der von Ostsüdosten hinzustößt. Bei einer nördlichen Ausrichtung mündet der Fluss nach rund 57 km Flussverlauf rund 4,3 km nördlich von Tākaka in die Golden Bay / Mohua am nordwestlichen Ende der Südinsel.

## Infrastruktur
Über den Tākaka Hill Saddle führt der New Zealand State Highway 60, der Tākaka im Nordwesten mit Motueka im Südosten verbindet, in das Flusstal des Tākaka River hinab und folgt diesem bis nahe der Mündung. Der Highway ist die einzige befestigte Querung der Wharepapa / Arthur Range und stellt damit die einzige Straße dar, die zur Nordwestspitze der Südinsel Neuseelands führt.

## Tourismus
Der Fluss wird im Sommer als Badegewässer genutzt, die lokalen Behörden geben in der Spitzenzeit über Weihnachten und Neujahr 50–100 Besucher pro Tag, sonst 20–40 Besucher pro Tag an.

## Umweltproblem
Am 17. Januar 2007 wurde berichtet, dass der Fluss zu einer wachsenden Zahl von Flüssen der Südinsel zählt, die unter einer Invasion der Kieselalge Didymosphenia geminata leiden.